# Ranunculus pseudoaemulans
Ranunculus pseudoaemulans är en ranunkelväxtart som beskrevs av Johann es Christoph Christian Döll. Ranunculus pseudoaemulans ingår i släktet ranunkler, och familjen ranunkelväxter. Inga underarter finns listade i Catalogue of Life.